# Локетт, Джек
Джон Генри Локетт (22 января 1891 — 25 мая 2002) — австралийский долгожитель, возраст которого подтверждён Исследовательской группой геронтологии (GRG). Он также являлся одним из последних оставшихся в живых ветеранов Первой мировой войны. Он был провозглашен национальным героем в течение последнего десятилетия своей жизни. Его возраст составлял 111 лет 123 дня.

## Биография
Джон Генри Локетт родился в маленьком викторианском городке Ваньярра, недалеко от Бендиго. Он бросил школу в возрасте 9 лет, чтобы работать на местной ферме. Позже он работал на своих дядей.
24 марта 1916 года он отправился в Милдьюру, чтобы поступить на службу в австралийские имперские силы. Он служил во Франции в составе 38-го батальона, дослужившись до сержанта и был демобилизован 20 сентября 1919 года.
В 1923 году он женился на Мэйбелл Ингверсон, и у них было четверо детей.
В 1963 году пара уехала на пенсию в Бендиго.
В 1998 году Локетт и его известные выжившие ветераны были награждены орденом Почетного легиона французским правительством за их службу на войне.
В 2000 году в возрасте 109 лет Локетт участвовал в Эстафете Олимпийского огня.
11 июня 2001 года он был награждён медалью Ордена Австралии за заслуги перед сообществом Бендиго, в частности, как представитель ветеранов войны Австралии.
25 мая 2002 года Джон Генри Локетт умер от почечной недостаточности в возрасте 111 лет и 123 дней, всего через три дня после долгожителя Кристины Кук, самой старой женщины и человека в Австралии и Океании.
На момент его смерти у него остались четверо детей, пятнадцать внуков и двадцать четыре правнука.